# Velká Dobrá
Velká Dobrá – gmina w Czechach, w powiecie Kladno, w kraju środkowoczeskim, w aglomeracji Pragi. Według danych z dnia 1 stycznia 2012 liczyła 1630 mieszkańców. Przez miejscowość przebiega autostrada D6.